# Аустралија на Светском првенству у атлетици на отвореном 2013.
Аустралија је на Светском првенству у атлетици на отвореном 2013. одржаном у Москви од 10. до 18. августа, учествовала четрнаести пут, односно учествовала је на свим првенствима до данас. Репрезентацију Аустралије представљало је 45 такмичара (28 мушкараца и 17 жена) у 27. атлетских дисциплина (14 мушких и 13 женских).,
На овом првенству Аустралија је освојила три медаље, две сребрне и једну бронзану. Поред тога постављена су 2 лична и 10 рекорда сезоне. Овим успехом Аустралијска атлетска репрезентација је у укупном пласману рангирана на 19 место од укупно 206 земаља учесница. У табели успешности према броју и пласману такмичара који су учествовали у финалним такмичењима (првих 8 такмичара) Аустралија је са 6 учесника у финалу била 16. са 27 бодова.
| Плас. | Земља      | 1. место | 2. место | 3. место | 4. место | 5. место | 6. место | 7. место | 8. место | Бр. финал. | Бод. |
| ----- | ---------- | -------- | -------- | -------- | -------- | -------- | -------- | -------- | -------- | ---------- | ---- |
| 16.   | Аустралија | 0        | 2        | 1        | 0        | 1        | 0        | 1        | 1        | 6          | 27   |

## Учесници
| Мушкарци: - Џош Рос — 200 м и 4 х 100 м - Александар Роу — 800 м - Брет Робинсон — 5.000 м - Бен Сент Лоренс — 5.000 м и 10.000 м - Колис Бирмингем — 10.000 м - Шон Форест — Маратон - Мартин Дент — Маратон - Тристан Томас — 400 м препоне и 4 х 400 м - Tim Leathart — 4 х 100 м - Џерод Гедес — 4 х 100 м - Ендру Макабе — 4 х 100 м - Ајзек Нтиамоа — 4 х 100 м - Nicholas Hough — 4 х 100 м - Бен Офераинс — 4 х 400 м - Стивен Соломон — 4 х 400 м - Александер Бек — 4 х 400 м - Џошуа Ралф — 4 х 400 м - Крејг Бернс — 4 х 400 м - Дејн Бирд-Смит — 20 км ходање - Ридијан Каули — 20 км ходање - Ијан Рејсон — 50 км ходање - Крис Ериксон — 50 км ходање - Џаред Талент — 50 км ходање - Фабрис Лапјер — Скок удаљ - Брендон Старц — Скок увис - Julian Wruck — Бацање диска - Бен Харадин — Бацање диска - Хамиш Пикок — Бацање копља | Жене: - Мелиса Брин — 100 м и 200 м - Кетлин Сарџент — 400 м - Кели Хетерингтон — 800 м - Зое Бакман — 1.500 м - Џеки Аресон — 5.000 м - Лара Темсет — 10.000 м - Сали Пирсон — 100 м препоне - Лорен Боден — 400 м препоне - Лорен Шели — Маратон - Џејн Фардел — Маратон - Jessica Trengove — Маратон - Nicole Chapple — Маратон - Џес Ротвел — 20 км ходање - Тања Холидеј — 20 км ходање - Дани Самјуелс — Бацање диска - Кетрин Мичел — Бацање копља - Кимберли Микл — Бацање копља |  |

На листи пријављених за ходање на 20 км за жене су се налазиле Реган Ламбле и Рејчел Талент , али их нема у стартој листи за ту трку , тако да је укупан број учесника 45.

## Освајачи медаља

### Сребро
- Сали Пирсон — Трка на 100 метара са препонама
- Кимберли Микл — Бацање копља

### Бронза
- Џаред Талент — Ходање 50 километара

## Резултати

### Мушкарци
| Атлетичар                                                                         | Дисциплина    | Лични рекорд | Група              | Група              | Полуфинале           | Полуфинале           | Финале                                     | Финале               | Детаљи                                     |
| Атлетичар                                                                         | Дисциплина    | Лични рекорд | Резултат           | Место              | Резултат             | Место                | Резултат                                   | Место                | Детаљи                                     |
| --------------------------------------------------------------------------------- | ------------- | ------------ | ------------------ | ------------------ | -------------------- | -------------------- | ------------------------------------------ | -------------------- | ------------------------------------------ |
| Џош Рос                                                                           | 200 м         | 20,53        | 21,45              | 7 у гр. 1          | Није се квалификовао | Није се квалификовао | Није се квалификовао                       | 45 / 55 (56)         | Архивирано на веб-сајту (21. октобар 2013) |
| Александар Роу                                                                    | 800 м         | 1:45,44      | 1:45,96            | 4 у гр 5 кв        | 1:45,80              | 6 у гр 1             | Није се квалификовао                       | 13 / 47 (49)         |                                            |
| Брет Робинсон                                                                     | 5.000 м       | 13:18,96     | 13:25,38           | 7 у гр. 1 кв       |                      |                      | 14:03,77                                   | 15 / 29 (31)         |                                            |
| Бен Сент Лоренс                                                                   | 5.000 м       | 13:10,08     | 13:33,64           | 8 у гр. 2          | Није се квалификовао | 18 / 29 (31)         |                                            |                      |                                            |
| Бен Сент Лоренс                                                                   | 10.000 м      | 27:24,95 НР  |                    |                    |                      |                      | Није стартовао                             | Није стартовао       |                                            |
| Колис Бирмингем                                                                   | 10.000 м      | 27:29,73     | 28:44,82 ЛРС       | 24 / 25 (31)       |                      |                      |                                            |                      |                                            |
| Тристан Томас                                                                     | 400 м препоне | 48,68        | 49,80              | 6 у гр. 1          | 49,91                | 7 у гр. 1            | Није се квалификовао                       | 18 / 35 (37)         |                                            |
| Џерод Гедес Nicholas Hough* Tim Leathart Ендру Макабе Ајзек Нтиамоа* Џош Рос      | 4 х 100 м     | 38,17 НР     | Нису завршили трку | Нису завршили трку |                      |                      | Нису се квалификовли                       | Нису се квалификовли |                                            |
| Александер Бек Крејг Бернс Бен Офераинс* Џошуа Ралф* Стивен Соломон Тристан Томас | 4 х 400 м     | 2:59,70 НР   | 3:02,28 НРС        | 3 у гр. 3 КВ       |                      |                      | 3:02,26 НРС                                | 8 / 16               |                                            |
| Мартин Дент                                                                       | Маратон       | 2:12:23      |                    |                    |                      |                      | 2:17:11 ЛРС                                | 23 / 51 (70)         | Архивирано на веб-сајту (15. јул 2018)     |
| Шон Форест                                                                        | Маратон       | 2:14:37      | 2:44:31 ЛРС        | 50 / 51 (70)       |                      |                      |                                            |                      | Архивирано на веб-сајту (15. јул 2018)     |
| Дејн Бирд-Смит                                                                    | 20 км ходање  | 1:22:03      | 1:23:06            | 11 / 53 (64)       |                      |                      |                                            |                      |                                            |
| Ридијан Каули                                                                     | 20 км ходање  | 1:24:22      | 1:33:35            | 50 / 53 (64)       |                      |                      |                                            |                      |                                            |
| Крис Ериксон                                                                      | 50 км ходање  | 3:51:57      | 3:49:41 ЛР         | 16 / 46 (61)       |                      |                      |                                            |                      |                                            |
| Ијан Рејсон                                                                       | 50 км ходање  | 3:57:55      | ДИСК.              | ДИСК.              |                      |                      |                                            |                      |                                            |
| Џаред Талент                                                                      | 50 км ходање  | 3:36:53      | 3:40:03 ЛРС        |                    |                      |                      |                                            |                      |                                            |
| Фабрис Лапјер                                                                     | Скок удаљ     | 8,40         | БП                 | БП                 |                      |                      | Није се квалификовао                       | Није се квалификовао |                                            |
| Брендон Старц                                                                     | Скок увис     | 2,28         | 2,17               | 14. у гр. Б        | Није се квалификовао | = 25 /32 (34)        | Архивирано на веб-сајту (1. новембар 2013) |                      |                                            |
| Бен Харадин                                                                       | Бацање диска  | 68,20 НР     | 59,68              | 10 у гр. А         | Није се квалификовао | 20 / 30              | Архивирано на веб-сајту (22. октобар 2013) |                      |                                            |
| Julian Wruck                                                                      | Бацање диска  | 68,16        | 62,48              | 6 у гр. Б кв       | 62,0                 | 11 /30               |                                            |                      |                                            |
| Хамиш Пикок                                                                       | Бацање копља  | 81,14        | 76,33              | 14.у гр. А         | Није се квалификовао | 27 / 33              |                                            |                      |                                            |

- Атлетичари у штафетама означени звездицама били су резерве и нису учествовали у тркама штафета.

### Жене
| Атлетичарка      | Дисциплина    | Лични рекорд        | Квалификације      | Квалификације      | Полуфинале                                | Полуфинале            | Финале                | Финале       | Детаљи                                       |
| Атлетичарка      | Дисциплина    | Лични рекорд        | Резултат           | Место              | Резултат                                  | Место                 | Резултат              | Место        | Детаљи                                       |
| ---------------- | ------------- | ------------------- | ------------------ | ------------------ | ----------------------------------------- | --------------------- | --------------------- | ------------ | -------------------------------------------- |
| Мелиса Брин      | 100 м         | 11,25               | 11,47              | 5 у гр. 3          | Није се квалификовала                     | Није се квалификовала | Није се квалификовала | 27 / 45 (46) | Архивирано на веб-сајту (9. септембар 2013)  |
| Мелиса Брин      | 200 м         | 23,12               | 23,95              | 7 у гр. 4          | Није се квалификовала                     | Није се квалификовала | Није се квалификовала | 39 / 48 (50) |                                              |
| Кетлин Сарџент   | 400 м         | 52,16               | 52,63              | 7. у гр. 3         | Није се квалификовала                     | Није се квалификовала | Није се квалификовала | 28 / 35(36)  |                                              |
| Кели Хетерингтон | 800 м         | 2:01,22             | 2:01,57            | 5 у гр 4           | Није се квалификовала                     | Није се квалификовала | Није се квалификовала | 22 / 32      | Архивирано на веб-сајту (1. новембар 2013)   |
| Зое Бакман       | 1.500 м       | 4:05,03             | 4:06,99            | 1 у гр 2. КВ       | 4:04,82 ЛР                                | 1 у гр. 1. КВ         | 4:05,77               | 7 / 37       |                                              |
| Џеки Аресон      | 5.000 м       | 15:12,09            | 15:40,21           | 8 у гр. 2 'кв      |                                           |                       | 16:08,32              | 15 / 21 (22) |                                              |
| Лара Темсет      | 10.000 м      | 32:01.60            |                    |                    |                                           |                       | НЗ                    | НЗ           | Архивирано на веб-сајту (17. септембар 2018) |
| Сали Пирсон      | 100 м препоне | 12,28 (+1,1 м/с) НР | 12,62 ЛРС          | 1. у гр. 2 КВ      | 12,50                                     | 1 у гр. 3 КВ          | 12,50 ЛРС             |              |                                              |
| Лорен Боден      | 400 м препоне | 55,08               | 55,37              | 4 у гр. 3 кв       | 55,75                                     | 7 у гр. 2             | Није се квалификовала | 14 / 29 (32) |                                              |
| Лорен Шели       | Маратон       | 2:33:42             |                    |                    |                                           |                       | 3:05:49               | 45 / 46 (72) | Архивирано на веб-сајту (16. јун 2019)       |
| Џејн Фардел      | Маратон       | 2:37:35             | Није завршила трку | Није завршила трку |                                           |                       |                       |              | Архивирано на веб-сајту (16. јун 2019)       |
| Nicole Chapple   | Маратон       | 2:32:31             | 2:55:40 ЛРС        | 40 / 46 (72)       |                                           |                       |                       |              | Архивирано на веб-сајту (16. јун 2019)       |
| Jessica Trengove | Маратон       | 2:31:02             | 2:37:11 ЛРС        | 11 / 46 (72)       |                                           |                       |                       |              | Архивирано на веб-сајту (16. јун 2019)       |
| Тања Холидеј     | 20 км ходање  | 1:31:28             | 1:35:18            | 45 / 57 (62)       | Архивирано на веб-сајту (3. октобар 2019) |                       |                       |              |                                              |
| Џес Ротвел       | 20 км ходање  | 1:30:25             | 1:38:03            | 54 / 57 (62)       | Архивирано на веб-сајту (3. октобар 2019) |                       |                       |              |                                              |
| Дани Самјуелс    | Бацање диска  | 65,84               | 62,85 кв           | 4. у гр. Б         |                                           |                       | 62,42                 | 10 / 26      |                                              |
| Кимберли Микл    | Бацање копља  | 64,35               | 65,73 КВ ЛР        | 1. у гр. Б         | 66,60 ЛР                                  |                       |                       |              |                                              |
| Кетрин Мичел     | Бацање копља  | 64,34               | 62,80 КВ ЛРС       | 3. у гр. А         | 63,77 ЛРС                                 | 5 / 27                |                       |              |                                              |